# Kleinblütige Zistrose
Die Kleinblütige Zistrose (Cistus parviflorus) ist eine Art aus der Gattung Zistrosen (Cistus) innerhalb der Familie der Zistrosengewächse (Cistaceae).

## Beschreibung

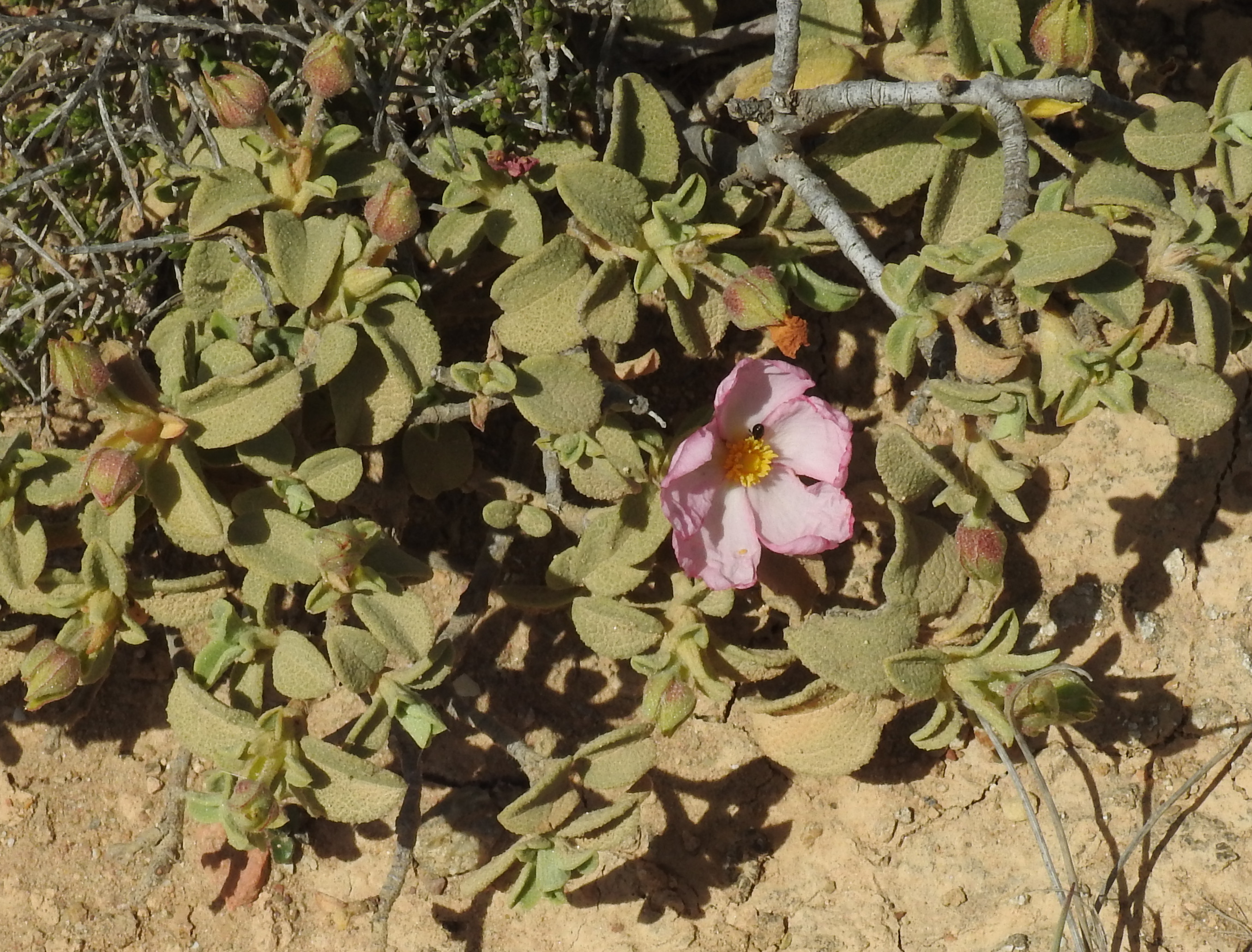
Habitus, Laubblätter und Blüte

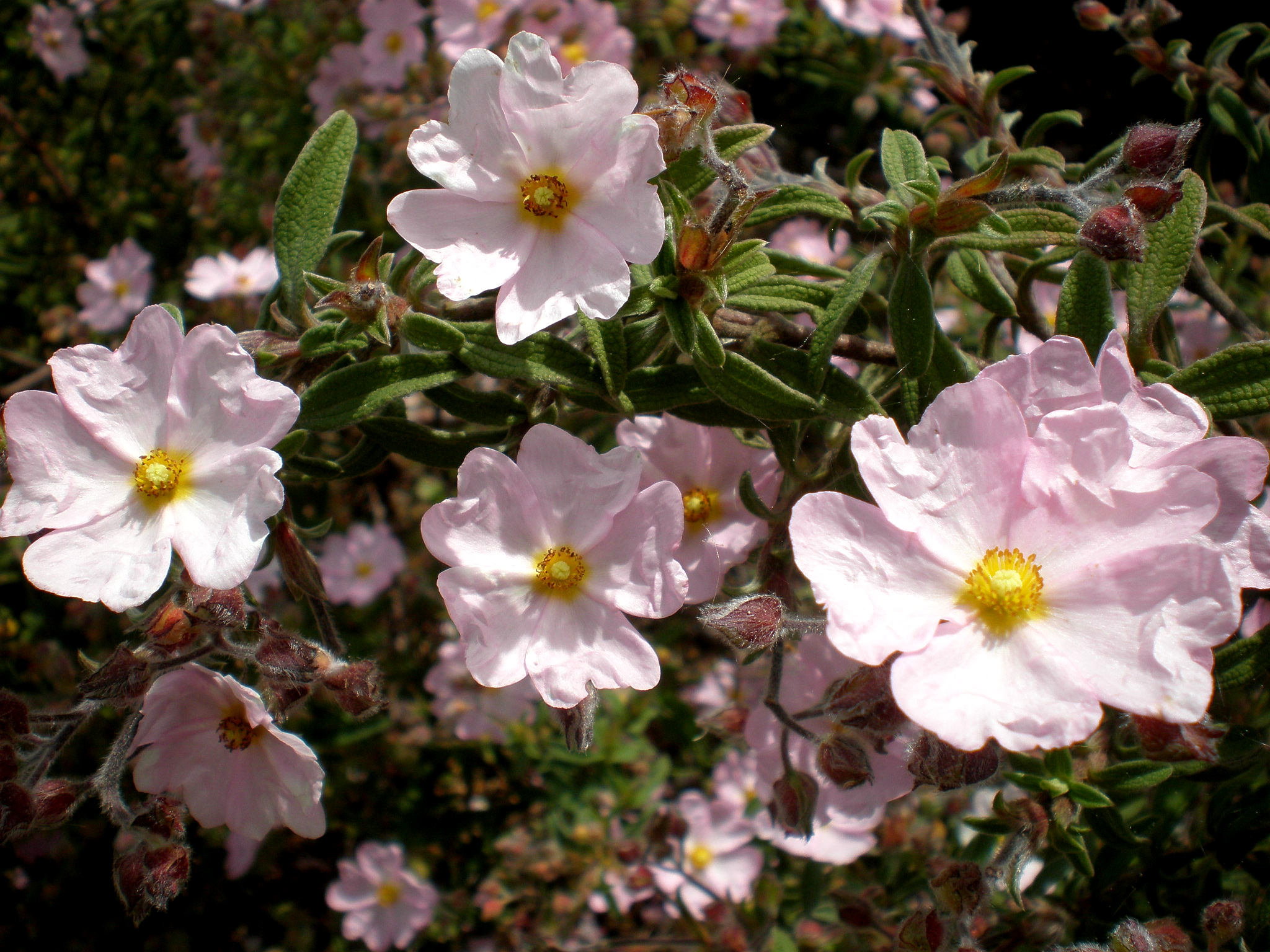
Blüten im Detail

### Vegetative Merkmale
Die Kleinblütige Zistrose ist ein kleiner Strauch, der Wuchshöhen von 30 bis 100 Zentimetern erreicht.
Die gegenständig angeordneten Laubblätter sind in Blattstiel und Blattstiel gegliedert. Der Blattstiel ist relativ breit. Die einfache und ganzrandige, spitze bis eingebuchtete Blattspreite ist bei einer Länge von 1 bis 3 Zentimetern eiförmig-elliptisch, in der basalen Hälfte schwach dreinervig und beiderseits dicht filzig mit Sternhaaren (Trichome) bedeckt.

### Generative Merkmale
Die Blütezeit reicht von März bis Mai. Der Blütenstand enthält nur ein bis sechs Blüten. Der Blütenstiel ist 5 bis 10 Millimeter lang.
Die zwittrigen Blüten sind radiärsymmetrisch und fünfzählig mit doppelter Blütenhülle. Es sind fünf behaarte und bewimperte, spitze Kelchblätter vorhanden. Die verkehrt-eiförmigen Kronblätter sind rosafarben und am Ende meist ausgerandet. Die Blütenkrone weist einen Durchmesser von 2 bis 3 Zentimetern auf. Es sind viele kurze, dicht stehende Staubblätter vorhanden. Die große Narbe sitzt fast ohne Griffel auf dem kugeligen, oberständigen Fruchtknoten.
Es werden kleine, vielsamige und lokulizidale, kurz behaarte Kapselfrüchte mit langem, beständigem Kelch gebildet. Die kleinen, harten Samen sind etwa 1 Millimeter groß.
Die Chromosomenzahl beträgt 2n = 18.

## Vorkommen
Die Kleinblütige Zistrose kommt in Libyen, auf Lampedusa, in Griechenland, auf Kreta, auf Inseln der Ägäis, auf Zypern und im europäischen sowie asiatischen Teil der Türkei vor. Ob sie in Italien ursprünglich vorkommt, ist nicht sicher. Sie gedeiht in der Garigue besonders in Küstennähe auf Kalkgestein.

## Taxonomie
Die Erstveröffentlichung von Cistus parviflorus erfolgte 1786 durch Jean-Baptiste de Lamarck in der Encyclopédie Méthodique: Botanique, Band 2, Seite 14.